# Stefan Arngrim
Stefan Arngrim, conosciuto anche con lo pseudonimo Stephan Arngrim (Toronto, 23 dicembre 1955), è un attore canadese.

## Biografia
Stefan Arngrim è stato un attore bambino, avendo iniziato la sua attività a soli 10 anni e probabilmente il ruolo per il quale viene maggiormente ricordato è quello nei panni di Barry Lockridge nella serie televisiva La terra dei giganti di Irwin Allen prodotto alla fine degli anni '60.
Lui è figlio dell'attrice Norma MacMillan e dell'attore Thor Arngrim (nato Wilfred James Banin e ribattezzato Thorhallur Marven Arngrimsson) ed è fratello maggiore dell'attrice Alison Arngrim.
Arngrim è sposato dal 1997 con Dawn Morrison, con la quale nel 1994 si è trasferito da Los Angeles a Vancouver.

## Filmografia

### Attore

#### Cinema
- La via del West (The Way West), regia di Andrew V. McLaglen (1967)
- I ragazzi dell'accademia militare (Getting Wasted), regia di Paul Frizler (1980)
- Fear No Evil, regia di Frank LaLoggia (1981)
- Classe 1984 (Class of 1984), regia di Mark L. Lester (1982)
- The Orkly Kid, regia di Trent Harris - cortometraggio (1985)
- Strange Days, regia di Kathryn Bigelow (1995)
- Qualcuno per cui morire (Someone to Die For), regia di Clay Borris (1995)
- Il gene della follia (Misbegotten), regia di Mark L. Lester (1997)
- The Final Cut, regia di Omar Naim (2004)
- Un lungo weekend (The Long Weekend), regia di Pat Holden (2005)
- The Fog - Nebbia assassina (The Fog), regia di Rupert Wainwright (2005)
- Unnatural & Accidental, regia di Carl Bessai (2006)
- The Portside, regia di Aerlyn Weissman - cortometraggio (2009)
- A-Team (The A-Team), regia di Joe Carnahan (2010)

#### Televisione
- Silent Night, Lonely Night, regia di Daniel Petrie (1969)
- The Life, regia di Lynne Stopkewich (2004)
- Battlestar Galactica: Razor, regia di Félix Enríquez Alcalá (2007)
- Whispers and Lies, regia di Penelope Buitenhuis (2008)
- L'ultima conquista (Angel and the Bad Man), regia di Terry Ingram (2009)
- Concrete Canyons, regia di Terry Ingram (2010)
- Bringing Ashley Home, regia di Nick Copus (2011)

#### Serie TV
- La parola alla difesa (The Defenders) – serie TV, episodio 4x22 (1965)
- The Crisis (Kraft Suspense Theatre) – serie TV, episodio 2x29 (1965)
- Gunsmoke – serie TV, episodio 11x28 (1966)
- Combat! – serie TV, episodio 5x12 (1966)
- Il ladro (T.H.E. Cat) – serie TV, episodio 1x12 (1966)
- Il virginiano (The Virginian) – serie TV, episodio 5x20 (1967)
- Dragnet – serie TV, episodio 3x02 (1968)
- Arrivano le spose (Here Come the Brides) – serie TV, episodio 1x04 (1968)
- La terra dei giganti (Land of the Giants) – serie TV, 51 episodi (1968-1970)
- La famiglia Smith (The Smith Family) – serie TV, episodio 1x13 (1971)
- Switch – serie TV, episodio 2x01 (1976)
- Sulle strade della California (Police Story) – serie TV, episodio 5x07 (1978)
- T.J. Hooker – serie TV, episodio 2x12 (1983)
- Highlander – serie TV, episodio 3x06 (1994)
- Sentinel (The Sentinel) – serie TV, episodio 2x05 (1996)
- X-Files (The X Files) – serie TV, episodi 4x08-4x09 (1996)
- Poltergeist – serie TV, episodio 2x10 (1997)
- Scuola di polizia (Police Academy: The Series) – serie TV, episodio 1x05 (1997)
- Viper – serie TV, episodio 2x06 (1997)
- Dead Man's Gun – serie TV, episodio 1x16 (1998)
- Millennium – serie TV, episodi 2x11-3x05 (1998)
- Il corvo (The Crow: Stairway to Heaven) – serie TV, episodio 1x19 (1999)
- Seven Days – serie TV, episodio 3x04 (2000)
- Il richiamo della foresta (Call of the Wild) – serie TV, episodio 1x12 (2000)
- Special Unit 2 – serie TV, episodio 2x05 (2001)
- UC: Undercover – serie TV, episodio 1x08 (2001)
- Cold Squad - Squadra casi archiviati (Cold Squad) – serie TV, episodio 6x12 (2003)
- Dead Like Me – serie TV, episodio 1x01 (2003)
- Da Vinci's Inquest – serie TV, episodi 5x06-7x02 (2002-2004)
- La leggenda di Earthsea (Earthsea) – miniserie TV, episodi 1x01-1x02 (2005)
- Flash Gordon – serie TV, episodi 1x15-1x16 (2007-2008)
- V – serie TV, episodio 1x01 (2009)
- Caprica – serie TV, episodio 1x08 (2010)
- Supernatural – serie TV, episodio 6x09 (2010)
- Fringe – serie TV, 4 episodi (2009-2010)
- The Killing – serie TV, episodio 1x06 (2011)
- Arrow – serie TV, episodi 2x03-2x11 (2013-2014)
- Minority Report – serie TV, episodio 1x05 (2015)
- Fargo – serie TV, episodio 2x04 (2015)

### Sceneggiatore

#### Cinema
- Intrigo mortale (Cold Front), regia di Allan A. Goldstein (1989)

#### Televisione
- La musique de l'amour: Robert et Clara, regia di Jacques Cortal (1995)

## Doppiatori italiani
Nelle versioni in italiano delle opere in cui ha recitato, Stefan Arngrim è stato doppiato da:
- Tonino Accolla in Classe 1984
- Paolo Marchese in Fringe
- Enrico Di Troia in The Killing
- Vladimiro Conti in Arrow